# Gladys Egan
Gladys Egan est une enfant actrice américaine de l'ère du cinéma muet née le 24 novembre 1905 à New York, et morte le 3 août 1997 à Parkersburg (Virginie).

## Biographie
Gladys Egan commence sa carrière en 1908 sous la direction de D. W. Griffith dans Les Aventures de Dollie (The Adventures of Dollie). Alors sous contrat à la Biograph, elle se voit attribuer les rôles d'enfant dans des films de D. W. Griffith.
De 1908 à 1914, année de son dernier film, elle tourne plus de cent films. Gladys Egan meurt en 1997.

## Filmographie partielle

### 1908
- Les Aventures de Dollie (The Adventures of Dollie) de D. W. Griffith
- La Vocation théâtrale (Behind the Scenes) de D. W. Griffith
- Les Bijoux volés (The Stolen Jewels) de D. W. Griffith
- Cœur de Zoulou (The Zulu's Heart) de D. W. Griffith
- Le Vœu du vaquero (The Vaquero's Vow) de D. W. Griffith
- Le Roman d'une juive (Romance of a Jewess) de D. W. Griffith
- Enoch Arden (After Many Years) de D. W. Griffith
- An Awful Moment de D. W. Griffith
- The Christmas Burglars de D. W. Griffith

### 1909
- One Touch of Nature de D. W. Griffith
- The Girls and Daddy de D. W. Griffith
- La Pièce d'or (The Golden Louis) de D. W. Griffith
- The Roue's Heart de D. W. Griffith
- I Did It, Mama de D. W. Griffith
- L'Âme du violon (The Voice of the Violin) de D. W. Griffith
- In Little Italy de D. W. Griffith

### 1910
- The Troublesome Baby de Frank Powell

### 1912
- The Romance of an Old Maid d'Otis Turner